# Wendes
Pour les articles homonymes, voir Wenden.

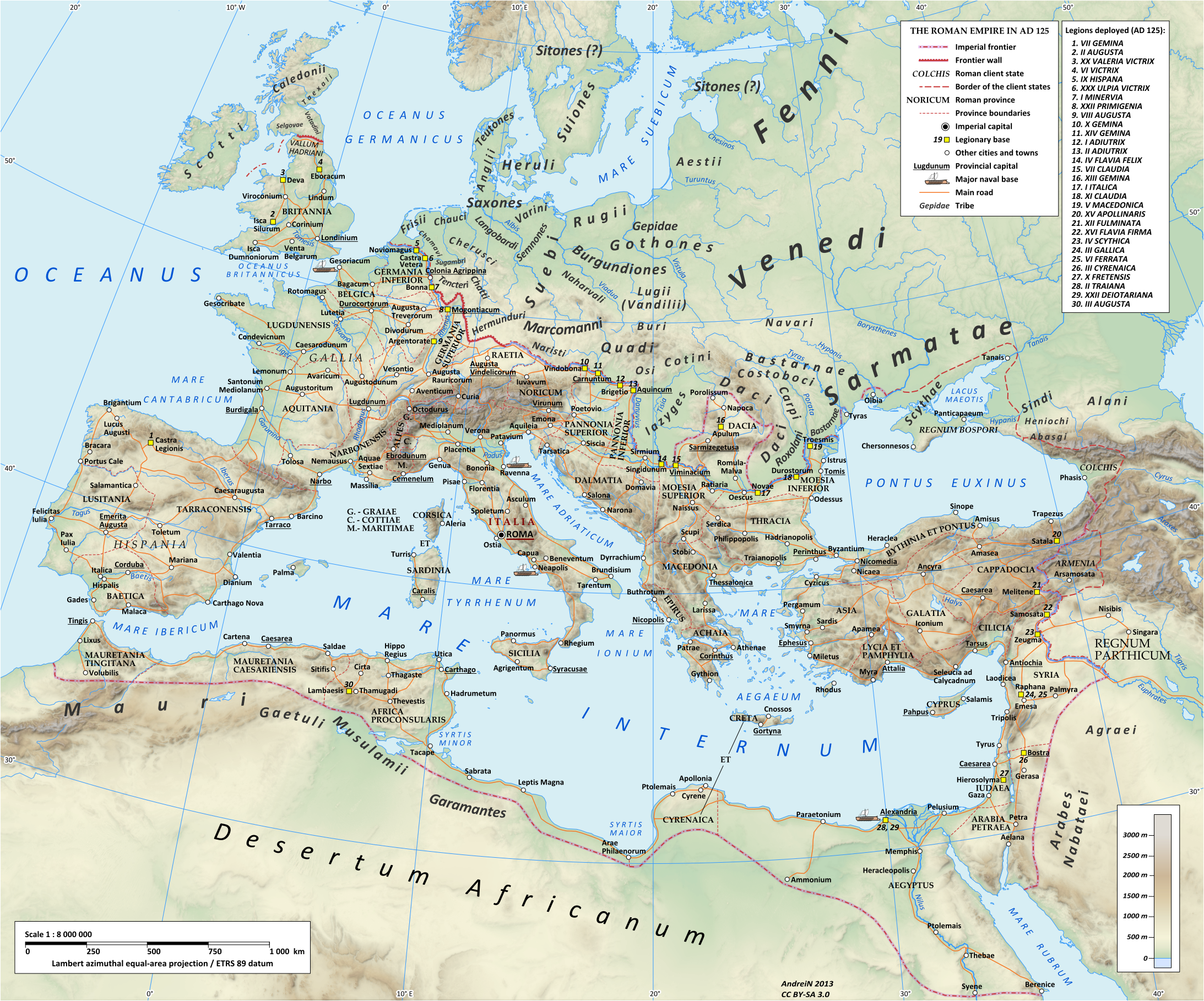
Les Wendes (Venedi) en l'an 125, dans la perspective historique. Ce mot désigne l'ensemble des Slaves.

Le nom français Wendes est la version francisée du mot germanique Wenden qui apparaît aussi dans les sources sous la forme latine Venedi. Ces noms désignent les Slaves qui eux, se reconnaissaient par des dénominations comme Slovani, Sloveni, Slovoni, Slavoni ou Sklaveni qui peuvent avoir plusieurs sens : les « parlants », les « intelligibles », les « glorieux ». Il peut être plus ou moins synonyme de Vénètes de la Vistule (ou de la Baltique), selon les auteurs. En Allemagne contemporaine, les Allemands utilisent le terme de Wenden (de) pour désigner la minorité sorabe de Lusace.

## Étymologie
Au Ier siècle apr. J.-C., Pline l'Ancien et Tacite parlent des Veneti comme voisins orientaux des Germains. Au IIe siècle, Claude Ptolémée, tirant des informations des Grecs voisins méridionaux des Slaves, mentionne les Souonenoï (Σουωνένοι). Jordanès écrit que les trois ethnonymes Veneti, Sclavenes et Antes désignent un seul et même peuple, ce qui sera confirmé bien plus tard par des auteurs comme Wawrzyniec Surowiecki (pl) ou Pavel Jozef Šafárik.
Sous les noms d’Antes, Ouenétoï (Ουενέτοι), Sporoï (Σπώροι) ou Sklavènes, les Slaves sont mentionnés par les historiographes byzantins sous Justinien Ier (527–565) ; au début des guerres gothiques, Procope de Césarée signale la présence de « mercenaires antes » parmi les troupes du général byzantin Bélisaire chargé de reconquérir l'Italie sur les Ostrogoths.

## Histoire
La perspective historique communément admise par les milieux universitaires prend en compte l'ethnonyme Wenden qui, en ancien allemand est donné au Moyen Âge par les Allemands à tous les peuples slaves établis à l'est de l'Oder, de la Sprée, de la Saale, des monts Métallifères, de la Kamp, de la Raba et des sources de la Drave, de la Save et de la Soča dans les Alpes orientales. Les Wendes de la basse Elbe et de la côte Baltique étaient des Abodrites, des Pomoranes et des Polabes ; ceux de l'actuel Brandebourg des Slovinces ; ceux de l'Elbe supérieure des Sorabes ; ceux de Bohême et de Moravie des Tchékhovanes ; ceux des bassins du Danube, de la Drave, de la Save et de la Sotcha des Carentanes.
Dans cette perspective admise par les universités, les mots « Croates » et « Serbes » peuvent désigner les actuels habitants de la Croatie, de la Serbie et du voisinage de ces pays, ainsi que leurs ancêtres de Galicie (les « Croates blancs ») et de Lusace (les « Serbes blancs »),.
La perspective protochroniste en revanche, ne choisit que les sources qui semblent pouvoir confirmer ses théories, en les réinterprétant et en faisant fi des sources qui ne confirment pas ces théories: dans cette perspective que les universités rejettent, le mot « Wendes » ne désigne que les Croates et les Serbes du passé, qui, selon cette théorie dite « iranienne », auraient occupé un immense territoire allant de l'Elbe à la mer Caspienne; le nom « Serbes » dériverait directement de la racine indo-européenne ser, qui s'apparente au latin servare (« conserver », « garder », « protéger », « préserver », « respecter ») tandis que le nom « Croates » dériverait du mot horwathos figurant dans une inscription grecque de 520 av. J.-C., la « pierre de Tanaïs » retrouvée dans le port de Tanaïs sur la mer d'Azov et interprété comme signifiant « Croate ».

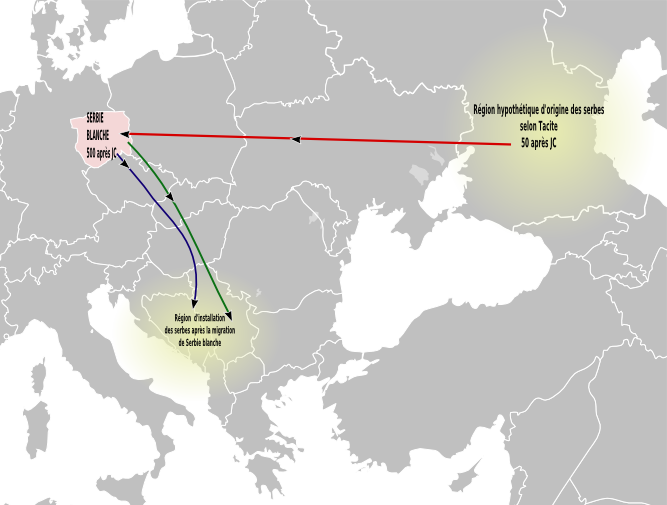
Les migrations des Serbes entre l'an 50 et 1000 dans la perspective protochroniste :

- Migration hypothétique du nord Caucase vers l'Europe centrale lors des migrations slaves
- Migration de la Serbie blanche avec à leur tête le Prince de Serbie blanche vers 600 apr. J.-C.
- Échange de population entre l'Empire byzantin et la Grande-Moravie, des Serbes s'installent dans la vallée de la Morava (Serbie) à la place des populations valaques qui vont à l'ouest de Prague en 990